# Rödgul bomal
Rödgul bomal (Tinea semifulvella) är en fjärilsart som beskrevs av Adrian Hardy Haworth 1828. Rödgul bomal ingår i släktet Tinea och familjen äkta malar. Arten är reproducerande i Sverige. Inga underarter finns listade.

## Bildgalleri

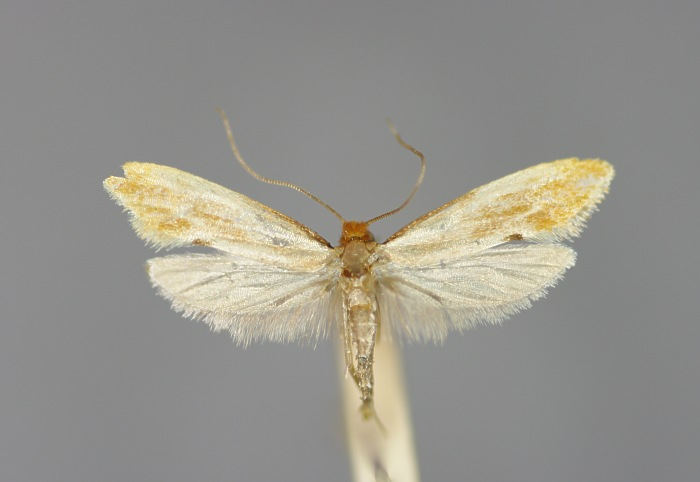